# Vicanita-(Ce)
La vicanita-(Ce) és un mineral de la classe dels silicats, que pertany al grup de la vicanita. Rep el seu nom del llac Vican, al Laci, Itàlia.

## Característiques
La vicanita-(Ce) és un silicat de fórmula química (Ca,Ce,La,Th)15As5+(As3+0,5,Na0,5)Fe3+Si₆B₄O40F₇. Va ser aprovada com a espècie vàlida per l'Associació Mineralògica Internacional l'any 1991. Cristal·litza en el sistema trigonal. La seva duresa a l'escala de Mohs es troba entre 5,5 i 6.
Segons la classificació de Nickel-Strunz, la vicanita-(Ce) pertany a «09.AJ: Estructures de nesosilicats (tetraedres aïllats), amb triangles de BO₃ i/o B[4], tetraèdres de Be[4], compartint vèrtex amb SiO₄» juntament amb els següents minerals: grandidierita, ominelita, dumortierita, holtita, magnesiodumortierita, garrelsita, bakerita, datolita, gadolinita-(Ce), gadolinita-(Y), hingganita-(Ce), hingganita-(Y), hingganita-(Yb), homilita, melanocerita-(Ce), minasgeraisita-(Y), calcibeborosilita-(Y), stillwellita-(Ce), cappelenita-(Y), okanoganita-(Y), hundholmenita-(Y), prosxenkoïta-(Y) i jadarita.

## Formació i jaciments
Va ser descoberta a Tre Croci, Vetralla, al llac Vican, situat a la província de Viterbo, al Laci, Itàlia. Es tracta de l'únic indret on ha estat trobada aquesta espècie mineral.